# Hangcsou Keleti pályaudvar
Hangcsou Keleti pályaudvar (egyszerűsített kínai írással: 杭州东站; hagyományos kínai írásssal: 杭州東站; pinjin: Hángzhōudōng zhàn) egy vasúti pályaudvar Hangcsouban, Kínában. A vasútállomás 1992-ban nyitták meg és már 2010-ben be is zárták és lebontották. A jelenlegi épületet 2013-ban adták át az utazóközönségnek.

## Metró
A Hangcsoui metró 1-es és 4-es vonala érinti az állomást.

## Vasútvonalak
Az állomást az alábbi vasútvonalak érintik:
- Shanghai–Kunming-vasútvonal
- Sanghaj–Kunming nagysebességű vasútvonal
- Hangcsou–Ningpo nagysebességű vasútvonal
- Nancsing-Hangcsou nagysebességű vasútvonal
- Hangcsou-Huangshan nagysebességű vasútvonal

## Kapcsolódó állomások
A vasútállomáshoz az alábbi állomások vannak a legközelebb:
- Jianqiao Railway Station (Sanghaj pályaudvar, Xinlonghua Railway Station, Shanghai–Kunming-vasútvonal)
- Yingning Railway Station (Kunming railway station, Shanghai–Kunming-vasútvonal)
- Linpingnan railway station (Sanghaj Hungcsiao pályaudvar, Sanghaj–Kunming nagysebességű vasútvonal)
- Hangcsou déli pályaudvar (Kunming South railway station, Sanghaj–Kunming nagysebességű vasútvonal)
- Hangcsou déli pályaudvar (Ningbo railway station, Hangcsou–Ningpo nagysebességű vasútvonal)
- Deqing Railway Station (Nanjing South railway station, Nancsing-Hangcsou nagysebességű vasútvonal)
- Hangcsou déli pályaudvar (Huangshanbei Railway Station, Hangcsou-Huangshan nagysebességű vasútvonal)